# Natasha St-Pier (album)
Natasha St-Pier è il sesto ed eponimo album in studio della cantante canadese Natasha St-Pier, pubblicato nel 2008.

## Tracce
1. Embrasse-moi – 3:10
2. L'esprit de famille – 4:29
3. 1, 2, 3 – 4:01
4. L'Orient Express – 2:55
5. John – 3:22
6. Pardonnez-moi – 3:09
7. L'Instinct de survie – 3:16
8. Où que j'aille – 3:29
9. J'Irai te chercher – 3:08
10. Les Murmures de la fin – 3:55
11. On veut plus que de l'amour – 4:09